# Константінос Цацос
Константінос Цацос (грец. Κωνσταντίνος Τσάτσος; 1 липня 1899 — 8 жовтня 1987) — грецький політик, дипломат, правник, науковець. Обіймав посаду Президента Греції в період з 1975 до 1980 року.

## Життєпис
Освіту здобув в Афінському університеті 1921 року, за фахом правник. Закінчив аспірантуру в галузі права та філософії права в Гейдельберзі. У 1922–1929 роках працював у грецькому посольстві в Парижі. 1929 року отримав ступінь доктора права, а 1932 став професором Афінського університету. Інтернований на острів Скірос за часів диктатури Іоанніса Метаксаса. 1941 року був звільнений з університету та втік на Близький Схід. Повернувся до Греції 1945 року після визволення країни та знову займався викладацькою роботою.
1945 року був призначений міністром внутрішніх справ в уряді Петроса Вулгаріса й міністром з питань преси у наступному кабінеті Панайотіса Канелопулоса. 1946 року Цацос залишив викладання й почав свою політичну діяльність як член Ліберальної партії. Двічі обіймав посаду міністра в урядах Фемістокла Софуліса (1949) й Софокла Венізелоса (1951).
1956 року вступив до щойно створеного Національного радикального союзу під проводом Константіноса Караманліса. З тих пір обирався депутатом Грецького парламенту, обіймав посади міністрів в уряді Караманліса (1961, 1963), міністра юстиції в уряді Канелопулоса (1967).
Після відновлення демократії (1974) призначений на пост міністра культури в уряді національної єдності. Того ж року був обраний депутатом парламенту від партії «Нова демократія». 20 червня 1975 року Константінос Цацос був обраний на пост президента Греції, залишався на цій посаді до кінця мандату в травні 1980 року.
1961 був обраний постійним членом Грецької академії наук. Був її головою та заступником голови. 1979 року був обраний членом-кореспондентом Французької академії наук, почесним доктором Сорбонни. Цацос був членом-кореспондентом Академії наук Марокко й Румунії (1980), а також Європейської академії наук, мистецтва та літератури (1981). Опублікував багато статей, монографій, наукових публікацій в галузі права та філософії. Видано 2 томи поезії та драматургії під псевдонімом Івос Делфос.